# La Loma de Guadalupe
La Loma de Guadalupe är en ort i Mexiko.   Den ligger i kommunen Yanga och delstaten Veracruz, i den sydöstra delen av landet, 250 km öster om huvudstaden Mexico City. La Loma de Guadalupe ligger 520 meter över havet och antalet invånare är 677.
Terrängen runt La Loma de Guadalupe är kuperad västerut, men österut är den platt. Terrängen runt La Loma de Guadalupe sluttar österut. Runt La Loma de Guadalupe är det ganska tätbefolkat, med 129 invånare per kvadratkilometer. Närmaste större samhälle är Córdoba, 13,4 km nordväst om La Loma de Guadalupe. Trakten runt La Loma de Guadalupe består till största delen av jordbruksmark.